# Java (llenguatge de programació)
|  | No s'ha de confondre amb JavaScript. |

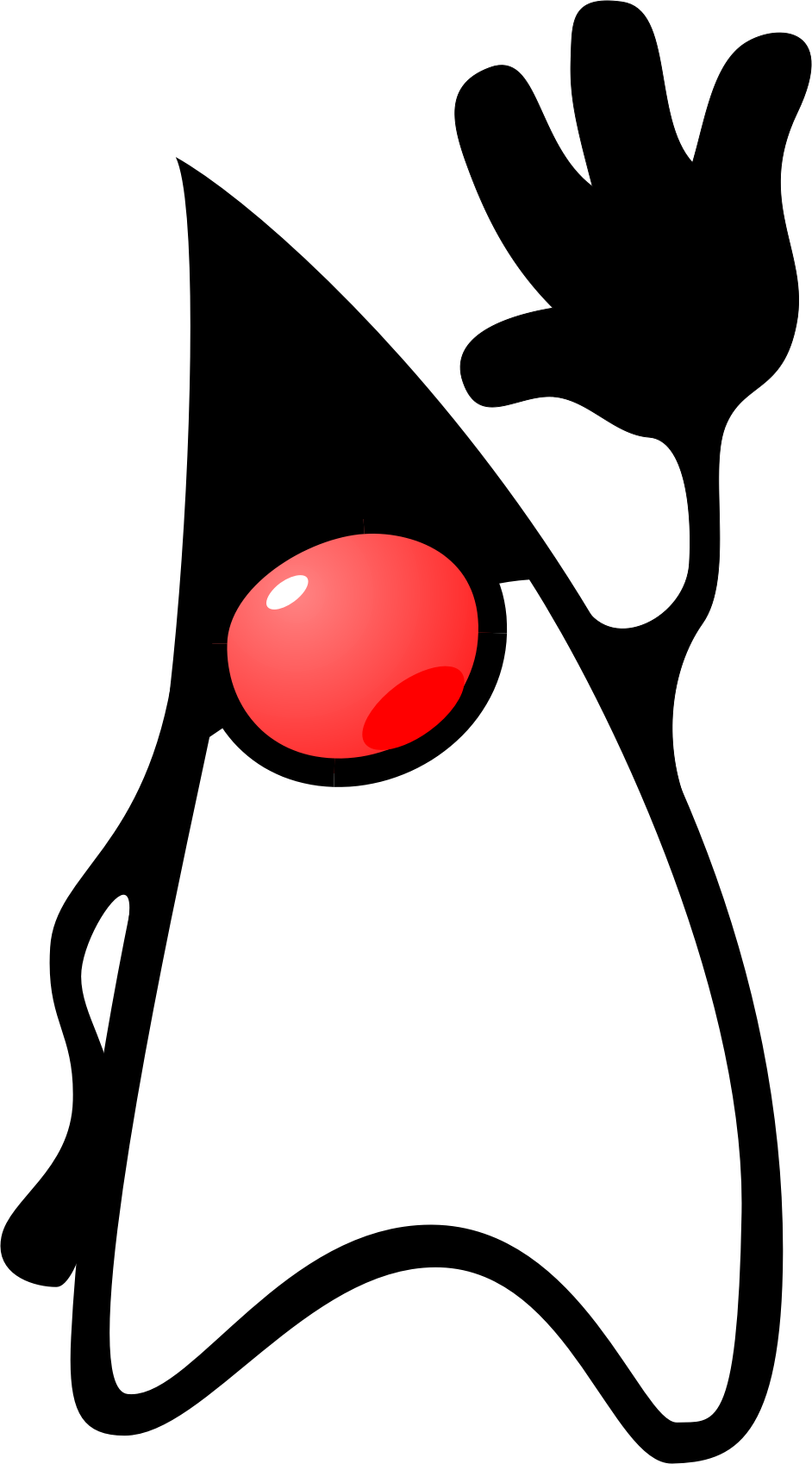
Duke, la mascota del Java.

Codi font d'un programa escrit amb el llenguatge de programació Java

El Java és un llenguatge de programació dissenyat el 1990 per James Gosling amb altres companys de Sun Microsystems a partir del llenguatge C. Des del seu naixement fou pensat com un llenguatge orientat a objectes. Entre el 13 de novembre de 2006 i el maig del 2007 Sun va alliberar parts de Java com a programari lliure de codi obert amb llicència GPL. És un dels llenguatges de programació més utilitzats, i s'utilitza tant per aplicacions web com per aplicacions d'escriptori.
El Java és un llenguatge compilat amb una màquina virtual d'intermediari i, per tant, pot semblar lent en comparació amb altres llenguatges, però ofereix un índex de re-utilització de codi molt elevat, sent possible trobar moltes llibreries lliures de Java. És un llenguatge flexible i potent tot i la facilitat amb la qual es programa i dels resultats que ofereix. Un dels trets que el caracteritza i que el fa una eina molt valorada a l'hora de desenvolupar aplicacions distribuïdes, és el fet que és un llenguatge multi-plataforma.
Generalment els programes de Java es compilen en un bytecode (fitxer .class) que pot córrer en una Màquina Virtual Java. Sun Microsystems disposa de tres implementacions diferents de Java: J2SE per a aplicacions d'escriptori; J2EE per a aplicacions distribuïdes i J2ME per a plataformes amb recursos més reduïts com ara mòbils o PDAs. Per a cada una de les tres implementacions és possible descarregar el JRE (entorn d'execució Java) per a executar aplicacions o el SDK (Eines per al desenvolupament d'aplicacions) per a programar aplicacions en Java, aquest últim també inclou el JRE.
Un programa desenvolupat amb Java no necessita compilar-se de nou per a poder executar-se en qualsevol de les plataformes que disposi d'una versió instal·lada de JRE prou actualitzada per al programa.

## Història

Duke, la mascota de Java.

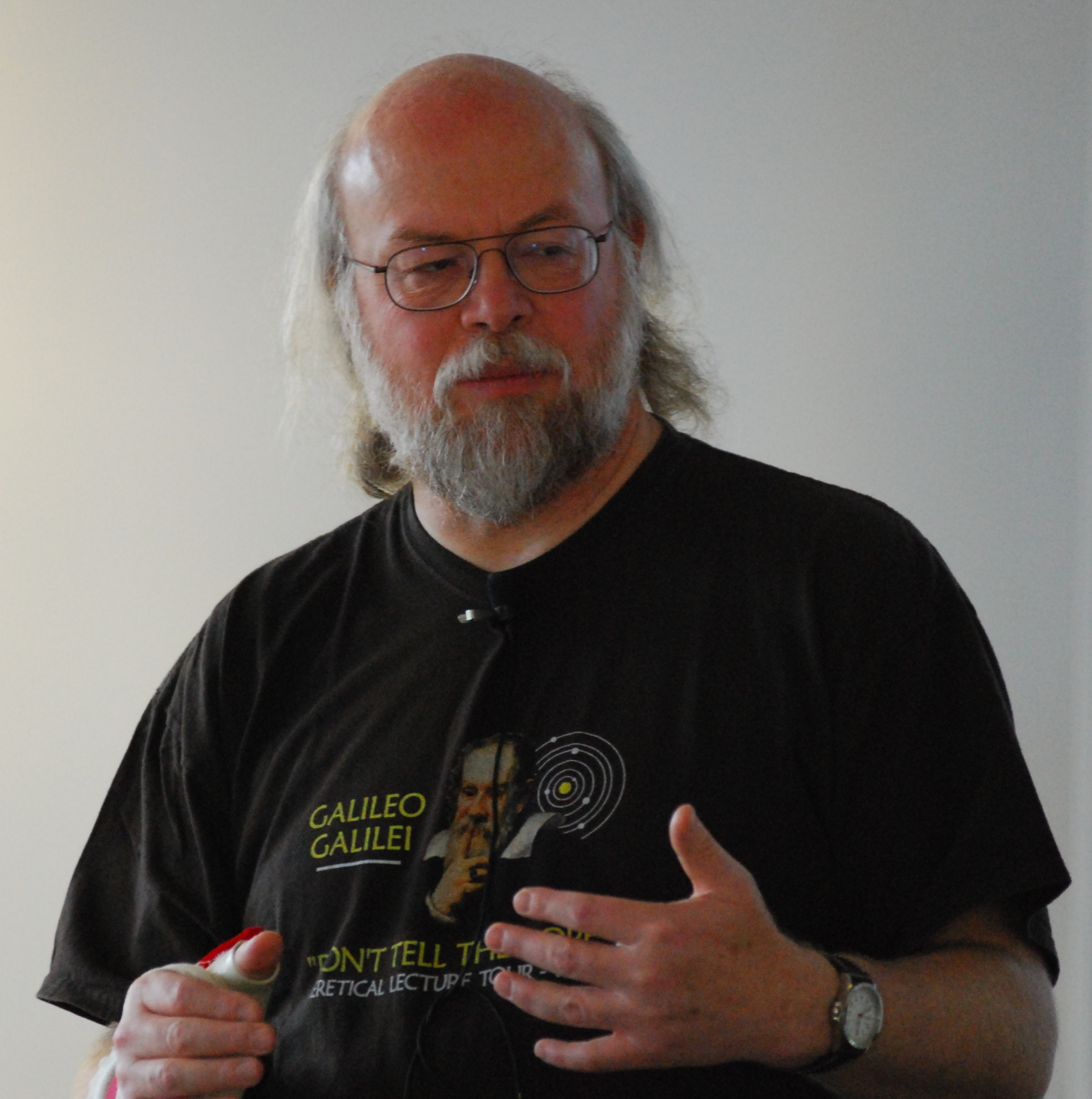
James Gosling, el creador de Java, l'any 2008

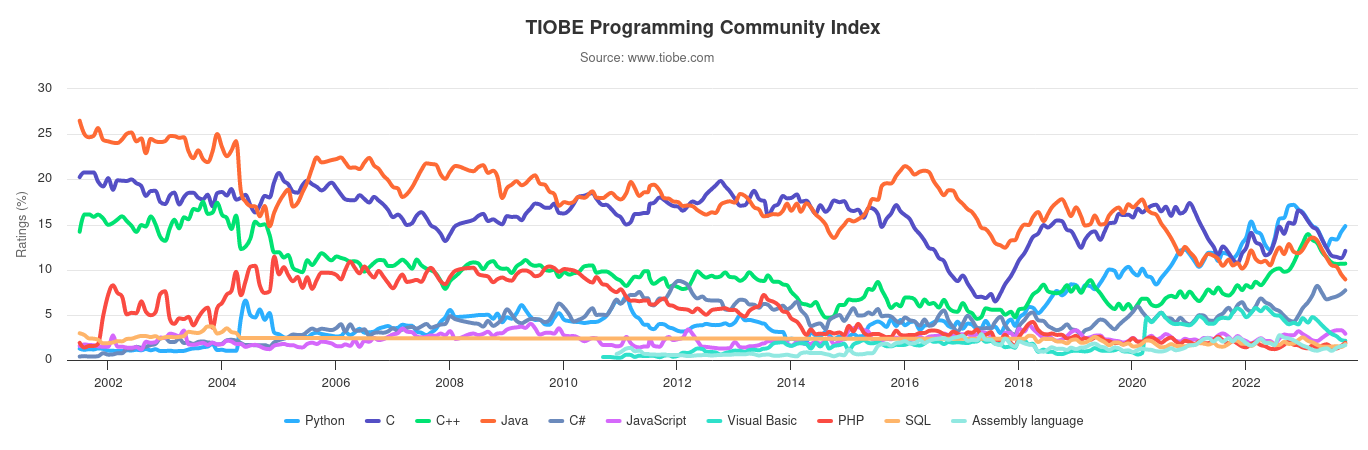
L'índex de popularitat dels llenguatge de programació TIOBE, des del 2002 al 2018, mostren que Java va ser constantment al capdavant des de mitjans del 2015 fins a principis del 2020.

James Gosling, Mike Sheridan i Patrick Naughton van iniciar el projecte de llenguatge Java el juny de 1991. Java es va dissenyar originalment per a la televisió interactiva, però era massa avançat per a la indústria de la televisió digital per cable en aquell moment. El llenguatge inicialment es va anomenar Oak inspirant en l'alzina que es trobava al davant de l'oficina de Gosling. Més tard el projecte es va anomenar Green i finalment va ser rebatejat com a Java, inspirat en el Cafè Java, un tipus de cafè d'Indonèsia. Gosling va dissenyar Java amb una sintaxi d'estil C/C++ que els programadors de sistemes i aplicacions trobarien familiars.

### Versions
A partir del setembre de 2023, Java 8, 17 i 21 són compatibles com a versions de suport a llarg termini (LTS).
Oracle va llançar l'última actualització pública de cost zero per a la versió Java 8 LTS del legat el gener de 2019 per a ús comercial, tot i que, d'altra manera, encara suportarà Java 8 amb actualitzacions públiques per a ús personal indefinidament. Altres venedors han començat a oferir versions (builds) de cost zero d'OpenJDK 21, 8 i 17 que encara estan rebent actualitzacions de seguretat i altres.
Principals versions de llançament de Java, juntament amb les seves dates de llançament:
| Versió           | Data                   |
| ---------------- | ---------------------- |
| JDK Beta         | 1995                   |
| JDK 1.0          | 23 de gener de 1996    |
| JDK 1.1          | 19 de febrer de 1997   |
| J2SE 1.2         | 8 de desembre de 1998  |
| J2SE 1.3         | 8 de maig de 2000      |
| J2SE 1.4         | 6 de febrer de 2002    |
| J2SE 5.0         | 30 de setembre de 2004 |
| Java SE 6        | 11 de desembre de 2006 |
| Java SE 7        | 28 de juliol de 2011   |
| Java SE 8 (LTS)  | 18 de març de 2014     |
| Java SE 9        | 21 de setembre de 2017 |
| Java SE 10       | 20 de març de 2018     |
| Java SE 11 (LTS) | 25 de setembre de 2018 |
| Java SE 12       | 19 de març de 2019     |
| Java SE 13       | 17 de setembre de 2019 |
| Java SE 14       | 17 de març de 2020     |
| Java SE 15       | 15 de setembre de 2020 |
| Java SE 16       | 16 de març de 2021     |
| Java SE 17 (LTS) | 14 de setembre de 2021 |
| Java SE 18       | 22 de març de 2022     |
| Java SE 19       | 20 de setembre de 2022 |
| Java SE 20       | 21 de març de 2023     |
| Java SE 21 (LTS) | 19 de setembre de 2023 |

## Característiques
- Senzill: Java s'ha creat perquè sigui un llenguatge senzill amb una sintaxi elegant. Únicament consta de tres tipus de dades primàries, eliminant els punters i l'herència múltiple

- Orientat a objectes: Java segueix els paradigmes de la programació orientada a objectes, ja que la programació amb Java se centralitza en la manipulació, creació i construcció d'objectes.
- Distribuït: Java permet la construcció d'aplicacions distribuïdes per mitjà d'una col·lecció específica de classes.
- Interpretat: Es necessita un intèrpret per executar els programes de Java, això alenteix als programes però els dona flexibilitat.
- Robust: Java és un llenguatge robust i fiable, s'ha escrit pensant a poder verificar errors i està molt tipificat.
- Segur: Java té pocs problemes de seguretat, característica molt important en les aplicacions distribuïdes d'Internet.
- Arquitectura neutral: Java és independent de la plataforma final on s'executarà el programa.
- Portable: Java és un llenguatge d'alt nivell i de plataforma independent, això li dona portabilitat.
- Alt rendiment: Els compiladors Java han anat millorant les seves prestacions. Els nous compiladors coneguts com a JIT permeten un rendiment molt semblant als llenguatges convencionals compilats.

- Concurrent: Java permet l'execució de múltiples fils d'execució, o diverses tasques de forma simultània.
- Dinàmic: En temps d'execució, l'entorn Java es pot ampliar mitjançant enllaços a classes que poden estar localitzades en servidors remots o en xarxa.

## Tipus de dades

### Tipus de dada primitius o variables primitives
Els tipus de dades fan referència al tipus d'informació que es treballa, on la unitat mínima d'emmagatzematge és la dada, també es pot considerar com el conjunt de valors que pot prendre una variable durant l'execució del programa.
Els tipus primitius en Java tenen la mateixa mida en cada implementació menys els tipus booleans que pot variar.
| Tipus                          | Paraula reservada | Mida (bits) | Mida (bytes) | Valor mínim             | Valor màxim                      |
| ------------------------------ | ----------------- | ----------- | ------------ | ----------------------- | -------------------------------- |
| Booleà                         | boolean           | --          | --           | --                      | --                               |
| Byte enter                     | byte              | 8-bit       | 1 byte       | -128                    | +127                             |
| Caràcter                       | char              | 16-bit      | 2 bytes      | Unicode 0               | Unicode {\displaystyle 2^{16}-1} |
| Enter curt                     | short             | 16-bit      | 2 bytes      | {\displaystyle -2^{15}} | {\displaystyle +2^{15}-1}        |
| Enter                          | int               | 32-bit      | 4 bytes      | {\displaystyle -2^{31}} | {\displaystyle +2^{31}-1}        |
| Enter llarg                    | long              | 64-bit      | 8 bytes      | {\displaystyle -2^{63}} | {\displaystyle 2^{63}-1}         |
| Punt flotant                   | float             | 32-bit      | 4 bytes      | IEEE 754                | IEEE 754                         |
| Punt flotant de doble presició | double            | 64-bit      | 8 bytes      | IEEE 754                | IEEE 754                         |

#### BOOLEÀ (boolean)
Només pot tenir el valor true o false.

#### CARÀCTER (char)
Utilitzen 16 bits i codifiquen caràcters segons el format UNICODE (no com ASCII que fa servir 8 bits). El Tipus de dada char és un dígit individual, sense signe el qual es pot representar com numèrics (0 al 9), lletres (a-z) i símbol ($, _).
NOTA: En llenguatge java la codificació Unicode permet treballar amb tots els caràcters de diferents idiomes.

#### NUMÈRICS ENTERS (byte, short, int, long) i NUMÈRICS REALS (float, double)
Els valor literals dels dígits poden ser escrits en base 10, hexadecimal i octal. Els valors numèrics decimals, la coma ha de ser un punt.

## Altres Característiques
- Absència de punters
- Classes i objectes
- Herència
- Classes abstractes
- Interfícies
- Programació genèrica
- Encapsulació i polimorfisme
- Interfícies gràfiques d'usuari
- Gestió d'esdeveniments
- Programació concurrent
- Excepcions

## Sintaxi
La sintaxi del Java deriva en gran part del C. Però a diferència d'aquest, que combina la sintaxi per a programació genèrica, estructurada i orientada a objectes, el Java va ser dissenyat gairebé exclusivament com a llenguatge orientat a objectes. Tot el codi es troba dins d'una classe, i tot és un objecte (excepte nombres ordinals i reals, booleans i caràcters per motius de rendiment).
Utilitza mètodes per comentar similars al C. Hi ha diferents tipus de comentari: una sola línia amb dues barres obliqües, múltiples línies començades per /* i acabades amb */, i el tipus de comentari de Javadoc que comença amb una barra obliqua i dos asteriscs i acaba amb */. L'estil Javadoc permet fer córrer l'executable de Javadoc per compilar la documentació del programa.
Exemple:
```
// Exemple de comentari d'una línia emprant dues barres obliqües

/* Exemple de comentari de múltiples línies emprant la barra

 obliqua i un asterisc. Permet emmagatzemar molta informació

 però és important tancar el comentari. */

/** 

 * Aquest és un exemple de comentari Javadoc; El Javadoc pot

 * compilar la documentació a partir d'aquest text.

 */

```

### Hola Món

#### Aplicacions autònomes
```
// Hola.java

public
 
class
 
Hola
 
{

 
public
 
static
 
void
 
main
(
String
[]
 
args
){

 
System
.
out
.
println
(
"Hola, món!"
);
 

 
}

}

```

Aquest exemple necessita una petita explicació.
- Tot a Java està dins d'una classe, fins i tot, programes autònoms.
- El codi font es guarda en arxius amb el mateix nom que la classe que contenen i amb extensió “.java”. Una classe (class) declarada pública (public) ha de seguir aquest conveni. En l'exemple anterior, la classe és Hola, i per això el codi font s'ha de guardar en el fitxer “Hola.java”.
- El compilador genera un arxiu de classe (amb extensió “.class”) per cada una de les classes definides en l'arxiu font. Una classe anònima es tracta com si el seu nom fos la concatenació del nom de la classe que la tanca, el símbol “$”, i un nombre enter.
- Els programes que s'executen de forma independent i autònoma, han de contenir el mètode ”main()”.
- La paraula reservada ”void” indica que el mètode main no retorna res.
- El mètode main ha d'admetre un array d'objectes del tipus String. Per convenció és anomenat ”args”, encara que pot utilitzar-se qualsevol altre identificador.
- La paraula reservada ”static” indica que el mètode és un mètode de classe, associat a la classe en lloc d'una instància d'aquesta. El mètode main ha de ser estàtic o ’’de classe’’.
- La paraula reservada public significa que un mètode pot ser cridat des d'altres classes, o que la classe pot ser utilitzada per classes fora de la jerarquia de la mateixa classe. Altres tipus d'accés són ”private” o ”protected”.
- La utilitat d'impressió (en pantalla, per exemple) forma part de la biblioteca estàndard de Java: la classe ‘’’System’’’ defineix un camp públic estàtic anomenat ‘’’out’’’. L'objecte out és una instància de ‘’’PrintStream’’’, que ofereix el mètode ‘’’println (String)’’’ per a bolcar dades a la pantalla (la sortida estàndard).
- Les aplicacions autònomes s'executen donant a l'entorn d'execució de Java el nom de la classe el qual el seu mètode main deu invocar-se. Per exemple, una línia de comandos (en Unix o Windows) de la forma java –cp. Hola executarà el programa de l'exemple (prèviament compilat i generat “Hola.class”). El nom de la classe el qual el seu mètode main es pot especificar també al fitxer “MANIFEST” de l'arxiu d'empaquetament de Java (.jar).

## Aplicacions i miniaplicacions
- Els programes de Java es divideixen principalment en dues categories.
  - Aplicacions: són programes autònoms i independents
  - Miniaplicacions: les miniaplicacions o applets Java són programes incrustats en pàgines HTML, i aquests s'executen damunt de navegadors Web.

## Limitacions de seguretat en les miniaplicacions
- Les miniaplicacions no poden llegir ni escriure al sistema d'arxius de la computadora on s'executen.
- Les miniaplicacions únicament es poden connectar amb l'ordinador on estan emmagatzemats.
- Les miniaplicacions no poden executar programes de l'ordinador des del qual es llancen, normalment amb el navegador.

## Eines de desenvolupament JAVA2
El JDK incorpora un conjunt d'eines:
- Compilador Java javac
- Màquina Virtual java
- Eina per a visualitzar miniaplicacions appletViever
- Depurador elemental jdb
- Eina de documentació javadoc

## Passos per crear un programa amb Java
- Crear un arxiu amb el codi del programa amb extensió .java.

ex. elmeuprograma.java
- Compilar el programa per crear l'arxiu executable (arxiu de bytecodes) que tindrà l'extensió .class.

```
ex. javac elmeuprograma.java
```

- Si es produeixen errors corregir-los.

- Executar el programa amb l'intèrpret de bytecode (JVM).

```
ex. java elmeuprograma
```

- Si el programa no funciona utilitzar el depurador per executar el programa pas a pas.

## Com desenvolupar aplicacions: entorn integrats de desenvolupament
De cara al desenvolupador el Java ens aporta propietats molt interessants, la més destacable de les quals és que és multiplataforma, o sigui que el podem fer servir des de Windows, Linux, o des del nostre mòbil per exemple.
Principalment hi ha dos entorns de desenvolupament gratuïts (entorn integrat de desenvolupament, IDE) l'un es diu Eclipse, té un nivell altament professional, i ofereix una llicència Eclipse Public License, pròpia de la Fundació Eclipse que és qui desenvolupa aquest programa, Eclipse és programari lliure. L'altre s'anomena NetBeans també gratuït i amb llicència SPL.

## Altres projectes i eines relacionades
- Proves unitàries: JUnit.
- Projectes Jakarta:
  - Tomcat: servidor de servlets.
  - Apache: servidor de pàgines web.
  - Escriptura de diari-registre de successos: Log4j
- Mapeig del domini orientat a objectes al domini relacional: Hibernate.
- Mesura de rendiment: JMeter.